# 新ピークオイル論
新ピークオイル論（しんピークオイルろん）とは、石油の供給ピークを迎える前に需要のピークが来ると言う考えである。単にピークオイル論、ピークオイル・ディマンドとも呼ばれる。

## 概要
地球温暖化対策としての脱炭素の要求やEVの普及など技術の進歩による石油の使用量減少や不安定な価格による嫌厭などにより石油の需要が減ると考えられている。IEAは2023年に10年以内にピークが到達すると年次報告書で報告している。

## 原因

### 電気自動車
石油製品であるガソリンを必要としないことから電気自動車の普及により石油の需要が減少する。

### 再生可能エネルギー
風力や太陽光、潮流といった自然エネルギーによる発電の増加によって、石油など化石燃料による発電需要が減少する。